# Bryan Johnson (iværksætter)
Bryan Johnson (født 22. august, 1977) er en amerikansk iværksætter, venturekapitalist, og forfatter. Han er grundlægger og CEO i Kernel, et firma der kan måle og optage hjerneaktivitet, og OS Fund, et venturekapital-firma der investerer i videnskab- og teknoligivirksomheder der er i de tidlige stadier.
Han var også grundlægger, formand og CEO i Braintree, et firma der specialiserede i mobil- og web-betalingssystemer til nethandel. Braintree købte Venmo i 2012 for $26 mio.; det samlede selskab blev købt af PayPal for $800 mio. i 2013.
Johnson annoncerede Project Blueprint d. 13. oktober, 2021. Projektets formål er at måle og maksimere den kvantificerede biologisk alder på over 70 af hans egne organer og vende sin aldring. Johnson påstår at projektet i januar 2023 havde resulterede i at hans epigenetisk alder var reduktion af hans alder på 5,1 år, og at han nu har et hjerte som en 37-årig på trods af at være i midten af 40'erne.